# Waltham Cross
Waltham Cross är en ort i Storbritannien.   Den ligger i grevskapet Hertfordshire och riksdelen England, i den sydöstra delen av landet, 21 km norr om huvudstaden London. Waltham Cross ligger 20 meter över havet och antalet invånare är 10 000.
Terrängen runt Waltham Cross är huvudsakligen platt. Waltham Cross ligger nere i en dal. Runt Waltham Cross är det tätbefolkat, med 356 invånare per kvadratkilometer. Närmaste större samhälle är City of London, 19,6 km söder om Waltham Cross. I omgivningarna runt Waltham Cross växer i huvudsak blandskog.